# Vergine consacrata

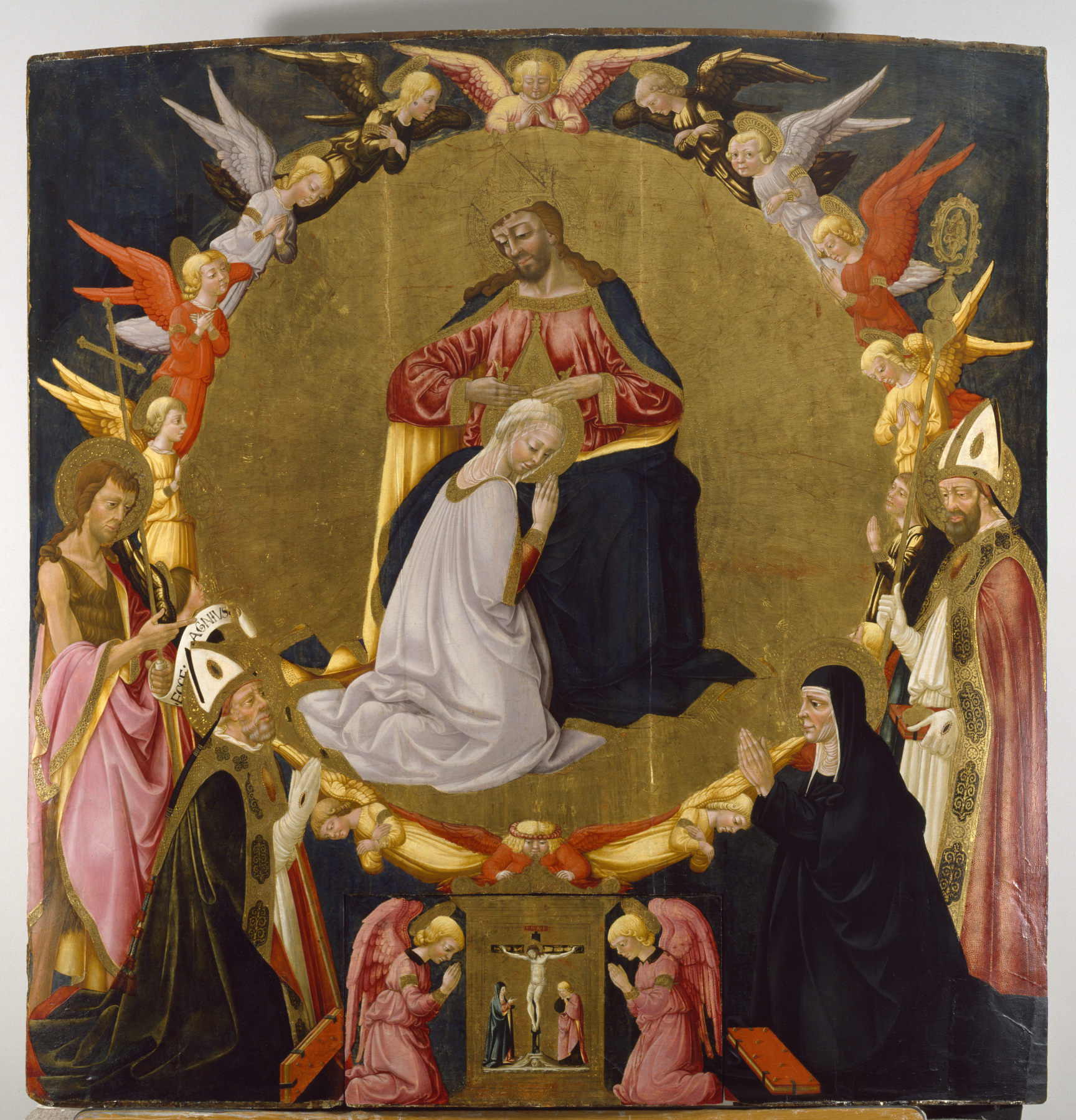
Incoronazione della Vergine (Neri di Bicci, 1470).

Nella Chiesa cattolica, una vergine consacrata è una donna vergine che è stata consacrata dalla Chiesa come sposa di Cristo. Le vergini sono consacrate dal vescovo diocesano secondo il rito liturgico approvato, sono tenute a mantenere la verginità perpetua in quanto sposate a Cristo e si dedicano al servizio della Chiesa.
Le vergini consacrate dedicano il loro tempo alle opere di penitenza e di misericordia, all'attività apostolica e alla preghiera, secondo il loro stato di vita e i loro doni spirituali. Una vergine consacrata può vivere o come monaca in alcuni ordini monastici o "nel mondo" sotto la vigilanza del suo vescovo.
Nel 1962 fu rivisto il rito di consacrazione delle vergini (in latino: De Benedictione et Consecratione Virginum, "La benedizione e la consacrazione delle vergini"), la prima revisione di questo tipo dal 1595. Il Concilio Vaticano II richiese un'ulteriore revisione. Dopo aver creato diverse bozze del rito, il comitato incaricato della revisione introdusse una variante che permetteva alle vergini "viventi nel mondo" di ricevere nuovamente la consacrazione di vergini, abrogando un divieto che era stato introdotto circa 800 anni prima. Così, il rituale vigente, l'Ordo Consecrationis Virginum contenuto nel Pontificale Romano e promulgato da papa Paolo VI nel 1970, permette sia alle monache di alcuni ordini che alle vergini "viventi nel mondo" di essere consacrate. Questa solenne preghiera consacratoria da parte del vescovo fu conferita ininterrottamente nei secoli alle vergini fin dall'età apostolica.
Il Codice di Diritto Canonico del 1983 e l'esortazione apostolica Vita Consecrata di papa Giovanni Paolo II del 1996 parlano del "rifiorito Ordine delle Vergini" (Ordo Virginum), i cui membri sono entrambi spose di Cristo e rappresentano la Chiesa come Sposa dell'Agnello. Secondo le stime ricavate dai registri diocesani, al 2023 il numero di vergini consacrate viventi in tutto il mondo si aggira intorno alle 5.000 unità.
In vista dell'imminente 50º anniversario della reintroduzione, il Dicastero per gli istituti di vita consacrata e le società di vita apostolica ha emanato nel luglio 2018 l'istruzione Ecclesia Sponsae imago. Secondo il diritto canonico, le vergini consacrate non fanno la professione pubblica dei consigli evangelici di povertà, castità e obbedienza.

## Storia

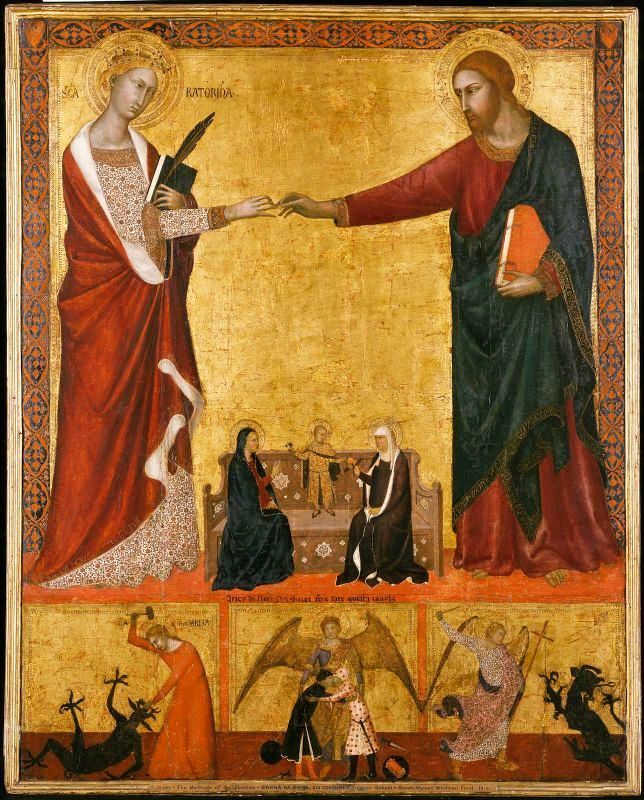
Matrimonio mistico di santa Caterina (Barna da Siena, 1340).

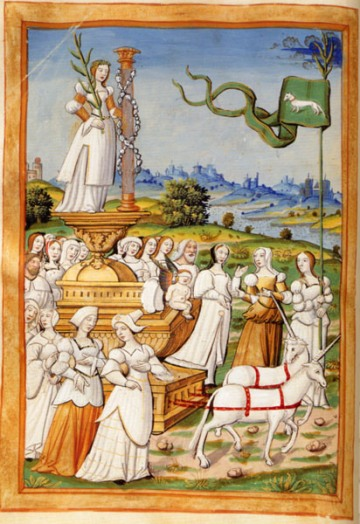
Trionfo della castità: un'allegoria della virtù della castità Chastity è in piedi su un carro trainato da due unicorni; il suo stuolo di vergini è guidato da una che regge uno stendardo con l'emblema della donnola bianca o dell'ermellino, simbolo della castità nella tradizione medievale (c. 1500-1520).

La castità è una delle sette virtù della tradizione cristiana, elencata da Gregorio Magno alla fine del VI secolo. L'elogio della castità o del celibato come virtù religiosa è già presente nel Nuovo Testamento, soprattutto in 1 Corinzi 7,34, in cui l'apostolo Paolo suggerisce un ruolo speciale per le vergini o le donne non sposate (ἡ γυνὴ καὶ ἡ παρθένος ἡ ἄγαμος) in quanto più adatte alle "cose del Signore" (μεριμνᾷ τὰ τοῦ κυρίου). In 2 Corinzi 11,2, Paolo allude alla metafora della Chiesa come sposa di Cristo rivolgendosi alla comunità: "Vi ho sposato a un solo sposo, per presentarvi come una vergine casta a Cristo".
Nell'agiografia cristiana si trovano numerose testimonianze di vergini martiri pre-nicene, come Margherita di Antiochia, Agnese di Roma, Eufemia di Calcedonia e Lucia di Siracusa.
Nella teologia dei Padri della Chiesa, il prototipo della sacra vergine è la Beata Vergine Maria, consacrata dallo Spirito Santo al tempo dell'Annunciazione. La verginità perpetua di Maria fu ampiamente sostenuta come dogma dai Padri della Chiesa a partire dal IV secolo. La tradizione di una forma rituale della consacrazione risale anch'essa al IV secolo, ma è opinione diffusa che una consacrazione più informale sia stata impartita alle donne consacrate dai loro vescovi fin dall'età apostolica.
Il primo rito formale di consacrazione conosciuto è quello di santa Marcellina, del 353 d.C., citato nel De Virginibus da suo fratello sant'Ambrogio. Un'altra vergine consacrata è santa Genoveffa di Parigi (422- 512 ca). Le prime copie del rito provengono da alcuni dei primi sacramentari, come il sacramentario leonino del VII secolo.
Durante il periodo medievale, il rito della consacrazione fu mantenuto dagli ordini monastici, come i Benedettini e i Certosini. Questa consacrazione poteva avvenire in concomitanza o qualche tempo dopo la professione dei voti solenni. Tra le monache certosine, c'era la pratica unica di far indossare a queste vergini, oltre alla corona, una stola e un manipolo, paramenti che in tutti gli altri casi erano riservati al clero maschile.
Nell'Alto Medioevo, la Consecratio Virginum è nota ai monasteri benedettini e cistercensi, è menzionata nella regola di santa Chiara d'Assisi e il suo conferimento facoltativo è previsto anche nelle costituzioni delle prime monache domenicane.

### Storia moderna
La rinascita del rito di consacrazione delle vergini in età moderna, per le donne che vivono al di fuori delle comunità religiose, è associato ad Anne Leflaive (1899-1987). La consacrazione delle vergini secondo l'uso della Chiesa antica fu sostenuta da alcuni vescovi francesi all'inizio del XX secolo. Leflaive fu indirizzata verso questa vocazione da François de Rovérié de Cabrières, vescovo di Montpellier. Ricevette la consacrazione nella cappella del Carmelo a Paray-le-Monial il 6 gennaio 1924, nel giorno del suo 25° compleanno, dal vescovo di Autun, Hyacinthe-Jean Chassagnon.
Negli anni Venti la richiesta di tali consacrazioni era in aumento e i vescovi chiesero chiarimenti alla Congregazione per gli istituti di vita consacrata. La risposta data il 25 marzo 1927 fu negativa. La Congregazione proibì la ripresa di questo tipo di consacrazione. Il decreto del 1927 sosteneva che la consacrazione delle vergini viventi nel mondo (in saeculo viventes) era da tempo caduta in disuso ed era in contraddizione con l'allora vigente Codice di diritto canonico del 1917. Si sosteneva inoltre che la consacrazione delle vergini, che avveniva nel modo più solenne in una Messa pontificale con una "cerimonia molto imponente", poteva rischiare di indurre le donne così consacrate a giudicare il loro status come superiore a quello delle monache, i cui voti solenni non sono accompagnati da cerimonie simili, e persino di distogliere alcune donne che altrimenti avrebbero scelto una vocazione monastica.
Grazie all'impegno di Anne Leflaive nei decenni successivi, il divieto fu abolito nel 1970. Nel 1939, Leflaive fondò le missionarie laiche dell'Azione Cattolica, un istituto di donne celibi o vedove che vivevano nel mondo, che tuttavia fu soppresso nel 1946. A partire dagli anni '40, Leflaive entrò in contatto con Angelo Roncalli, il futuro papa Giovanni XXIII, e con Giovanni Montini, il futuro papa Paolo VI, che si dimostrarono ricettivi nei confronti delle sue idee. Negli anni Cinquanta, Leflaive si recò a Roma una volta all'anno per fare pressione in Vaticano per il ripristino del rito di consacrazione delle vergini. Nel 1934 pubblicò Study of the Consecrations of Virgins in the Roman Pontifical, riedito come Espouse du Christ nel 1956 e come La Femme et l'Eglise nel 1968. In un periodo in cui le confessioni riformate iniziavano a introdurre l'ordinazione delle donne, Leflaive respingeva rigorosamente tale possibilità, sostenendo che "Cristo e la sua Chiesa offrono alla donna un dono di grande abbondanza" nella forma della consacrazione delle vergini, già iscritta nel Pontificale Romano.
Nel 1950 Pio XII promulgò la Sponsa Christi, una costituzione apostolica che trattava della vocazione delle monache e del loro ruolo nel preservare il patrimonio separato delle prime vergini. Ciò ravvivò l'interesse per la consacrazione di quest'ultime. Il Papa decretò che solo le monache che vivevano in clausura potevano ricevere la consacrazione liturgica delle vergini. Nel 1954 citò la Sponsa Christi nella sua enciclica Sacra virginitas per mostrare l'importanza dell'ufficio di coloro "che hanno fatto voto di castità a Dio":
Nel 1962 il rito De Benedictione et Consecratione Virginum fu rivisto per la prima volta dal XVI secolo. Nel 1963 il Concilio Vaticano II richiese un'ulteriore revisione. Il rito rivisto fu approvato da papa Paolo VI e pubblicato nel 1970.
Questa consacrazione poteva essere conferita sia alle monache degli ordini monastici che alle donne che vivevano nel mondo, forma di vita che era stata riscontrata nella Chiesa primitiva.
Il rito del 1970 dell'Ordo Consecrationis Virginum stabilisce i seguenti requisiti per le donne che vivono nel mondo per ricevere la consacrazione: 
La vergine appena consacrata riceve ancora un velo come segno della sua consacrazione, come nei tempi antichi. Il simbolismo nuziale del rito si manifestava in particolare nel conferimento del velo alla vergine da parte del vescovo, come si evince dagli scritti di Ambrogio di Milano e dalle più antiche fonti liturgiche.
Le vergini consacrate appartengono alla vita consacrata. Quelle che vivono nel mondo non sono sostenute economicamente dal loro vescovo, ma devono provvedere da sole al proprio mantenimento. Tuttavia, nella Chiesa primitiva, una parte delle decime era destinata al sostegno economico delle vergini (Cost. Apost. VIII, 30). Le vergini consacrate svolgono professioni che variano da quella di insegnante e avvocato a quella di vigile del fuoco.
Nel 1972 Elizabeth Bailey fu la prima vergine ad essere consacrata secondo il rito rivisto in Inghilterra e la prima vergine consacrata vivente al mondo dal III secolo (residente in Gran Bretagna).
Il numero di vergini consacrate con il rito del 1970 è cresciuto a migliaia nel corso di quattro decenni. Nel 2008, l'Associazione delle Vergini Consacrate degli Stati Uniti (USACV) ha fornito un'ipotesi di un numero totale di 3.000 vergini consacrate in 42 Paesi. In un sondaggio del 2015, la Congregazione per gli Istituti di Vita Consacrata e le Società di Vita Apostolica ha stabilito un numero stimato di 4.000 vergini consacrate in 78 Paesi, con una tendenza alla crescita, con un aumento previsto a circa 5.000 entro il 2018.
Il decreto del 1970 stabilisce come requisito che le candidate "non si siano mai sposate né abbiano vissuto in aperta violazione della castità". Mentre la mancanza di un requisito rigoroso di verginità era solo implicita per omissione nel documento del 1970, il 4 luglio 2018 il Vaticano rilasciò una dichiarazione chiarificatrice, ammettendo esplicitamente che: 
La dichiarazione fu pubblicata in risposta ai dubia sollevati dai vescovi a causa del crescente numero di donne che mostravano interesse per la vocazione. La nuova clausola lasciò al "buon giudizio e all'intuito" del vescovo il compito di discernere l'idoneità di una candidata alla sua vocazione.
L'Associazione statunitense delle vergini consacrate divulgò una dichiarazione in cui definiva la nuova guida "scioccante" e "profondamente deludente", oltreché "intenzionalmente contorta e confusa":
L'istruzione Ecclesiae Sponsae Imago sull'Ordo virginum fu pubblicata dalla Congregazione per gli istituti di vita consacrata e le società di vita apostolica nel luglio 2018. Nel giugno 2020 papa Francesco indirizzò una lettera alle vergini consacrate in occasione del 50° anniversario della promulgazione del rito rivisto della Consacrazione delle Vergini, definendo la loro vocazione come "un segno di speranza".

## Rito di consacrazione
Con il rito della consacrazione, il vescovo diocesano rende la vergine una persona sacra. La vergine che riceve la consacrazione appartiene alla vita consacrata e diventa membro dell'Ordine delle Vergini. Ricevendo la consacrazione sacramentale costitutiva, viene "elevata alla dignità di sposa di Cristo e unita da un vincolo indissolubile al Figlio di Dio". Il rito del Pontificale Romano ha due forme: una per conferire la consacrazione alle donne "che vivono nel mondo" e l'altra per le monache. Pertanto, l'Ordine delle Vergini ha membri che vivono nel mondo e membri che sono suore.
Sia la consacrazione di una vergine che vive nel mondo che quella di una suora sono riservate al loro vescovo diocesano; spetta a lui decidere le condizioni alle quali una vergine che vive nel mondo deve intraprendere una vita di verginità perpetua.
Il rito liturgico approvato con cui il vescovo consacra la candidata è il rito solenne della Consecratio Virginum. Il ministro abituale del rito di consacrazione è l'ordinario diocesano. La vergine consacrata si impegna alla verginità perpetua e a condurre una vita di preghiera e di servizio. Le viene "caldamente consigliato" di recitare quotidianamente la liturgia delle ore ed è incoraggiata -ma non obbligata- adire anche le lodi mattutine e i vespri.
Il Codice di diritto canonico del 1983, afferma:
§2. Le vergini possono riunirsi in associazioni per osservare più fedelmente il loro proposito e aiutarsi reciprocamente nello svolgere quel servizio alla Chiesa che è confacente al loro stato.
§3.n Il riconoscimento e l’erezione di tali associazioni a livello diocesano compete al Vescovo diocesano, nell’ambito del suo territorio, a livello nazionale compete alla Conferenza episcopale, nell’ambito del proprio territorio.»
(Canone 604.)